# Ресурси і запаси стибію
Ресурси і запаси стибію (рос. ресурсы и запасы сурьмы, англ. antimony (stibium) resources and reserves; нім. Ressourcen f pl und Vorräte m pl an Antimon).

## Загальна характеристика
Виявлені ресурси стибію оцінені в 35 країнах світу і становлять 7,6 млн т, з яких понад 70 % припадає на п'ять країн: Китай — 42 %, Таджикистан — 10 %, Росію — 8 %, Болівію і Таїланд — по 6 %. Великі виявлені ресурси також є у ПАР, Мексиці, Киргизії і Австралії — 12 % сумарно.
Світові загальні і підтверджені запаси стибію в 21 країні світу на 01.01.1998 р. становили, відповідно, 5,8 і 4,3 млн т. Китай володіє 55 % загальних і 51 % підтверджених запасів стибію. При цьому з 2,23 млн т підтверджених запасів стибію в Китаї 0,9 млн т повністю готові до відпрацювання без додаткових геологічних досліджень. Друге місце за загальними запасами стибію належить Болівії (6,6 %), третє — Росії (6 %).
Дані по виробництву і запасам стибію станом на 2002—2003 рр., за американськими джерелами, наведені у табл.
Табл. Світове первинне виробництво, запаси (Reserves) і резервна база (Reserve base, t) стибію
| Країни        | Виробництво (тис. т/рік) | Виробництво (тис. т/рік) | Запаси (Reserves), тис. т | Резервна база (Reserve base), тис. т |
| Країни        | 2002                     | 2003                     | Запаси (Reserves), тис. т | Резервна база (Reserve base), тис. т |
| США           | -                        | -                        | 80                        | 90                                   |
| Болівія       | 2,0                      | 2,4e                     | 310,0                     | 320,0                                |
| Китай         | 118,0r                   | 101,56                   | 790,00                    | 2400,00                              |
| Росія         | 5,0                      | 4,5e                     | 350,0                     | 370,0                                |
| ПАР           | 5,65r                    | 6,70                     | 34,0                      | 250,0                                |
| Таджикистан   | 2,0                      | 1,5                      | 50,0                      | 150,0                                |
| Інші країни   | 2,0                      | 2,0e                     | 150,0                     | 330,0                                |
| Світ у цілому | 134,65r                  | 118,66                   | 1764,0                    | 3910,0                               |

е оцінка; r порівняльна оцінка

Джерело: US Geological Survey Mineral Commodity Summaries January 2004.

## Головні родовища стибію
Потреби промисловості в стибії задовольняються г. ч. за рахунок експлуатації родовищ двох геолого-промислових типів телетермального генетичного класу: субузгодженого (пласто- і плащеподібного) і січного (жильного). Комплексні родовища вулканогенного (і плутоногенного) класу як джерело стибію мають обмежене значення.
Забезпеченість стибієвої промисловості світу загальними і підтвердженими запасами металу, розрахована за максимальним рівнем його виробництва в концентратах у 1993—1997 рр. (з урахуванням 25%-них втрат при видобутку і збагаченні), становить, відповідно, 28 років і 21 рік, забезпеченість Китаю — 18 і 13 років, Болівії — 33 роки і 30 років, ПАР — 34 і 32 роки.

## Стибій в Україні
В Україні золото-стибієві та ртутно-стибієві родовища і прояви є у Східно-Карпатській ртутній металогенічній області, що є частиною Карпатського металогенічного пояса. Золото-стибієвий прояв у 1999 р. також виявлено у Гірському Криму.